# Fearless Records
Pour les articles homonymes, voir Fearless.
Fearless Records est un label de punk rock existant depuis 1994. Il est très connu pour ses groupes punk, pop-punk et post-hardcore. Depuis quelque temps, ce label a changé de style de musique avec des groupes de rock alternatif. Les albums "Punk Goes..." sont aussi très connu. Ce sont des compilations composés de titres inédits fait avec les groupes.

## Artistes

### Artistes actuels
- The Almost
- American Teeth
- As It Is
- August Burns Red
- Capstan
- Chase Atlantic
- Chunk! No, Captain Chunk!
- Eat Your Heart Out
- Grayscale
- Ice Nine Kills
- I Don't Know How But They Found Me (IDKHOW)
- I Prevail
- Kill the Lights
- Locket
- Movements
- My Kid Brother
- NOT A TOY
- Oceans Ate Alaska
- Parting Gift
- Pierce the Veil
- Plain White T's
- The Plot in You
- The Pretty Reckless
- Real Friends
- Scotty Sire
- Set It Off
- Starset
- Underoath[2]
- Varials
- Volumes
- Wage War
- The Word Alive

### Anciens artistes
- Alesana
- Amely
- Artist vs. Poet
- A Skylit Drive
- A Static Lullaby
- At the Drive-In
- The Aquabats
- Blessthefall
- Breathe Carolina
- Every Avenue
- Eve 6
- Eye Alaska
- For All Those Sleeping
- Go Radio
- Let's Get It
- The Maine
- Mayday Parade
- Motionless in White
- My Enemies & I
- So They Say
- Sparks The Rescue
- The Static Jacks
- Sworn In
- Tonight Alive